# تاريخ طاقة الرياح

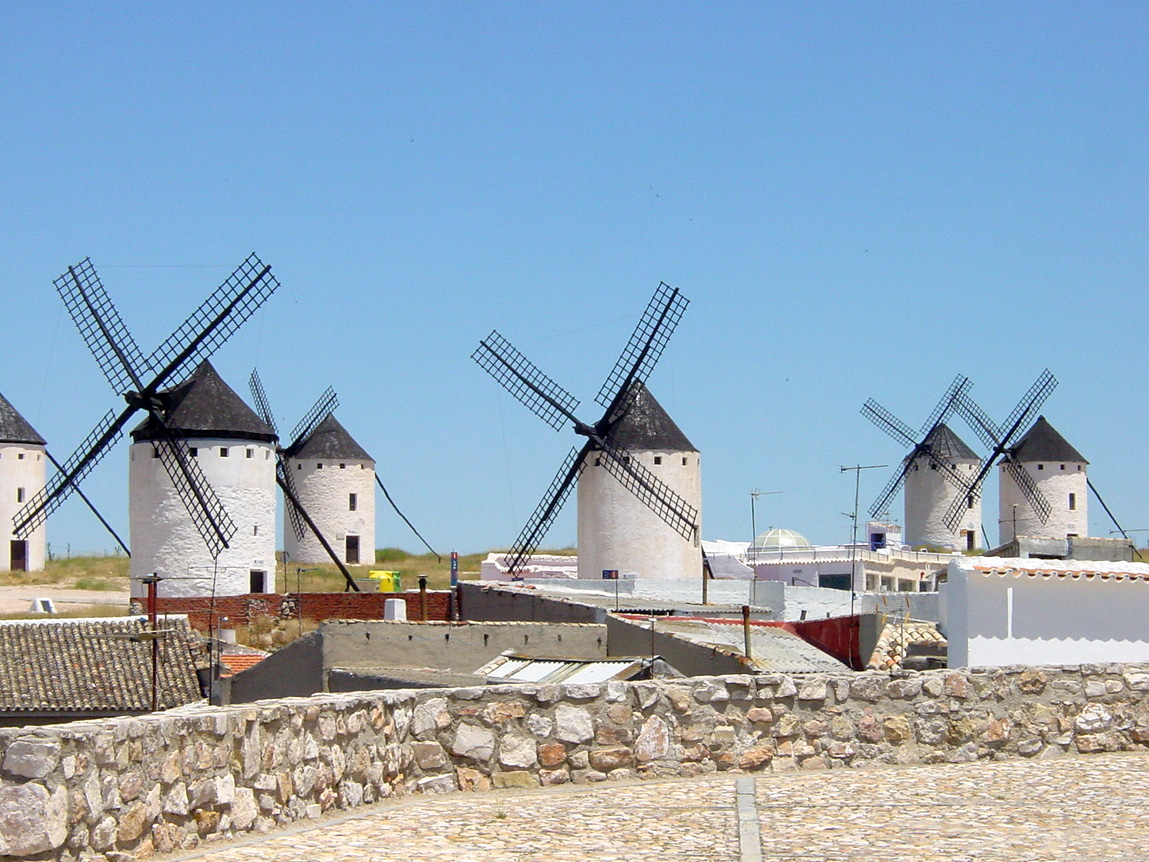
الطواحين الهوائية

استخدمت طاقة الرياح منذ شرع الإنسان الأشرعة أمام الرياح. لأكثر من ألفيتين، طحنت الآلات العاملة على طاقة الرياح الحبوب وضخت المياه. كانت طاقة الرياح متوفرة بكثرة ولم تكن تقتصر على ضفاف الجداول سريعة الجريان، ولا كانت فيما بعد تحتاج لمصادر وقود. كانت المضخات العاملة على الرياح تروي الأراضي المستصلحة في هولندا، وفي المناطق القاحلة كوسط غرب أمريكا أو المناطق الريفية النائية في أستراليا، وفرت مضخات الرياح المياه للمواشي ومحركات البخار.
مع تطور الطاقة الكهربائية، وجدت طاقة الرياح تطبيقات جديدة لها في إضاءة الأبنية النائية عن الكهرباء المولدة مركزيًّا. على مر القرن العشرين، طورت بالتوازي محطات رياح صغيرة ملائمة للمزارع أو الأماكن السكنية، ومولدات كهرباء ريحية أكبر يمكن ربطها بشبكات الكهرباء للاستخدام النائي للكهرباء. تعمل اليوم مولدات الكهرباء من طاقة الرياح بكل الأحجام من المحطات الصغيرة لشحن البطاريات في الأماكن السكنية المعزولة، وصولًا إلى مزارع الرياح البحرية بأحجام تصل إلى نحو غيغاواط توفر الكهرباء لشبكات الكهرباء الوطنية.
بحلول عام 2014، كانت أكثر من 240,000 عنفة ريحية بحجم تجاري تعمل في العالم، منتجةً 4% من كهرباء العالم.

## العصور القديمة

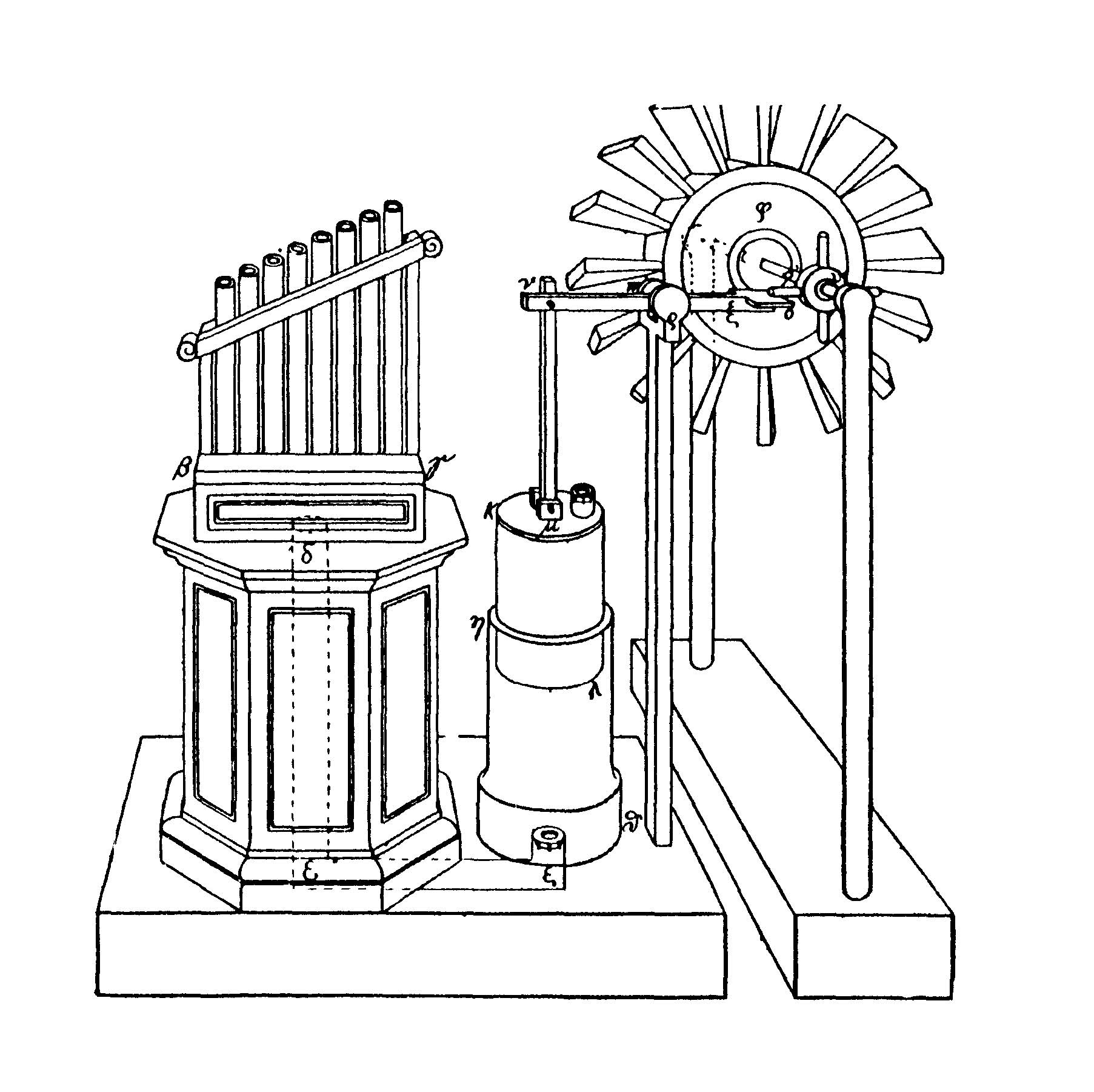
إعادة بناء حديثة لأرغن الرياح وعجلة الرياح لهيرون الإسكندري (القرن الأول الميلادي) وفقًا لـ W. Schmidt

كانت القوارب والسفن الشراعية تستخدم طاقة الرياح منذ ما لا يقل عن 5,500 عام، واستخدم المعماريون التهوية الطبيعية المقادة بالرياح في الأبنية منذ عصور مماثلة في القدم. أتى استخدام طاقة الرياح لتوليد الطاقة الميكانيكية لاحقًا في العصور القديمة.
خطط الإمبراطور البابلي حمورابي لاستخدام طاقة الرياح لمشروع الري الطموح الخاص به في القرن السابع عشر قبل الميلاد.
وصف هيرون السكندري في مصر الرومانية في القرن الأول للميلاد ما يبدو أنه عجلة تعمل على طاقة الرياح تستخدم لتحريك آلة. ليس وصفه للأورغن العامل على الرياح موافقًا لطاحونة رياح عملية، ولكنه كان إما لعبةً قديمة عاملة على الرياح، أو مسودة تصميمية لآلة تعمل على الرياح قد تكون أو لا تكون جهازًا عاملًا في الحقيقة، إذ هناك غموض في النص ومشاكل في التصميم. من الأمثلة الأخرى القديمة للعجلات العاملة على الرياح عجلة الصلاة، ويعتقد أنها استخدمت لأول مرة في التبت والصين، مع أن هناك اختلافًا على تاريخ ظهورها الأول، الذي قد يكون نحو عام 400، أو في القرن السابع، أو بعد ذلك.

## أوائل العصور الوسطى
استخدمت الآلات العاملة على الرياح لطحن الحبوب وضخ المياه، في طاحونة الرياح ومضخة الرياح، وهما آلتان طورتا حيث تقع اليوم دول إيران، وأفغانستان، وباكستان، وذلك في القرن التاسع الميلادي. استخدمت أولى طواحين الرياح العملية في سيستان، منطقة من إيران على حدود أفغانستان، على الأقل بحلول القرن التاسع الميلادي، وربما منذ منتصف إلى أواخر القرن السابع. كانت الطواحين الأفقية (بانيمون) هذه طواحين ذات توضع أفقي تمتلك محاور قائدة عمودية بستة أشرعة إلى اثني عشر شراعًا مستطيلًا مغطىً بحصير من القصب أو بقماش. استخدمت هذه الطواحين لضخ المياه، وفي صناعات قصب السكر وطحن الحبوب. أصبح استخدام طواحين الرياح شائعًا في الشرق الأوسط ووسط آسيا، وانتشر لاحقًا إلى الصين والهند. استخدمت طواحين الرياح العمودية لاحقًا بكثرة في شمال غرب أوروبا لطحن الدقيق بدءًا من ثمانينيات القرن الثاني عشر، وما تزال عدة أمثلة موجودة. بحلول عام 1000 للميلاد، استخدمت طواحين الرياح لضخ مياه البحر لصنع الملح في الصين وصقلية.
عرفت الآلات ذاتية التشغيل منذ منتصف القرن الثامن: كالتماثيل العاملة على طاقة الرياح التي كانت «تلتف مع الرياح على قباب البوابات الأربع وتجمع قصور مدينة بغداد الدائرية». كانت «قبة القصر الخضراء يعلوها تمثال فارس يحمل رمحًا يعتقد أنه موجه باتجاه العدو. كان هناك ما يقابل هذا المنظر المعروض في الأماكن العامة من التماثيل العاملة على الرياح، ولكن في القصور الخاصة للعباسيين حيث كان يشيع عرض عدة أنواع من الآلات ذاتية القيادة.

## أواخر العصور الوسطى
ظهرت أولى طواحين الرياح في أوروبا في مصادر تعود إلى القرن الثاني عشر. كانت هذه الطواحين الأوروبية الأولى على شكل طواحين عمود مغروس. تعود أقدم إشارة أكيدة لطاحون رياح إلى عام 1185، في ويدلي، يوركشاير، رغم وجود إشارات أقدم ولكنها أقل تأكيدًا في مصادر أوروبية تعود للقرن الثاني عشر تشير إلى طواحين رياح. مع أن البعض يجادل بأن الصليبيين ربما استوحوها من طواحين الشرق الأوسط، فإن هذا غير مرجح لأن تصميم الطواحين العمودية الأوروبية كان مختلفًا بشكل كبير عن طواحين أفغانستان الأفقية. يؤكد لين وايت جونيور، وهو مختص في تكنولوجيا أوروبا العصور الوسطى، على أن الطاحونة الأوروبية كانت اختراعًا «مستقلًّا»؛ إذ يقول إن طواحين الرياح الأفغانية ذات التصميم العمودي من غير المرجح أنها انتشرت غربًا إلى حد الوصول إلى بلاد الشام خلال الفترة الصليبية. كانت حقوق مواقع طاقة المياه في إنجلترا العصور الوسطى حكرًا على النبلاء والطبقة الدينية، لذا فقد كانت طاقة الرياح مصدرًا مهمًّا للطبقة الوسطى الجديدة. بالإضافة إلى ذلك، فإن طواحين الرياح، وعلى عكس طواحين الماء، لم تكن تقف عن العمل عند تجمد المياه في الشتاء.
بحلول القرن الرابع عشر كانت طواحين الرياح الهولندية تستخدم لسقاية مناطق دلتا نهر الراين.

## القرن الثامن عشر
كانت تستخدم طواحين الرياح لضخ الماء لصنع الملح على جزيرة برمودا، وعلى كيب كود خلال الثورة الأمريكية. في جزر ميكونوس وجزر أخرى في اليونان كانت طواحين الرياح تستخدم لطحن الدقيق وبقيت تستخدم حتى بداية القرن العشرين. يعاد تهيئة العديد منها الآن لتسكن.

## القرن التاسع عشر
بنيت أول عنفة رياح لإنتاج الكهرباء في اسكتلندا في يوليو 1887 من قبل الأستاذ جيمس بليث من جامعة أندرسونز في غلاسكو (سلف طامعة ستراث كلايد). كانت عنفة الرياح الخاصة ببليث بطول 10 أمتار وذات شراع قماشي وركبت في حديثة كوخ العطل الخاص به في ماريكيرك في كينكاردينشاير واستخدمت لشحن المراكمات التي طورها الفرنسي كاميل ألفونس فور، لتغذية إنارة الكوخ، ما يجعله أول منزل في العالم يغذى بالكهرباء من طاقة الرياح. عرض بليث فائض الكهرباء لأهالي ماريكيرك لإنارة الشارع الرئيسي، ولكنهم رفضوا عرضه إذ كانوا يعتقدون أن الكهرباء «عمل الشيطان». مع أنه بنى لاحقًا عنفة لتوفير طاقة الطوارئ لملجأ المجانين المحلي، ومستشفى ومستوصف مونتروز، فإن الاختراع لم ينتشر حقًّا إذ لم تكن التكنولوجيا اللازمة له مجدية اقتصاديًّا.
في الجهة المقابلة من المحيط الأطلسي، صممت آلة أخرى في كليفلاند، أوهايو أكبر وأكثر تقدمًا هندسيًّا وبنيت في شتاء 1887-1888 على يد تشارلز ف. بروش، بنيت هذه الآلة من قبل شركته الهندسية في بيته وعملت من عام 1888 حتى 1900. كان لعنفة بروش الريحية دائر بقطر 17 م (56 قدم) وركبت على برج يرتفع 18 م (60 قدم). مع أنها كبيرة بمقاييس اليوم، فإن العنفة لم تكن تنتج سوى 12 كيلوواط من الكهرباء؛ وكانت تدور ببطء نسبي إذ كان فيها 144 ريشة. كان الدينامو المربوط بها يستخدم إما لشحن خزان من البطاريات أو لتشغيل ما يصل إلى 100 مصباح كهربائي مضيئ، وثلاث مصابيح قوسية، وعدة محركات في مختبر بروش. توقف استخدام الآلة بعد عام 1900 عندما أصبحت الكهرباء متوفرة من محطات كليفلاند المركزية، وهجرت تمامًا في عام 1908.
في عام 1908، بنى العالم الدنماركي بول لا كور عنفة ريحية لتوليد الكهرباء، والتي كانت تستخدم لإنتاج الهيدروجين بالتحليل الكهربائي لتخزينه للاستخدام في التجارب ولإضاءة مدرسة آسكوف فولك الثانوية. حل لاحقًا مشكلة إنتاج تغذية كهربائية مستقرة عن طريق اختراع منظم، أسماه الكراتوستات، وفي عام 1895 حول طاحونة الرياح إلى محطة توليد كهرباء نموذجية تعمل على طاقة الرياح لإنارة قرية آسكوف.
كان هناك نحو 2,500 طاحونة رياح في الدنمارك بحلول عام 1900، تستخدم للأحمال الميكانيكية كالمضخات والطواحين، وتنتج استطاعة ذروة تقدر بنحو 30 ميغاواط.
في وسط الغرب الأمريكي بين عامي 1850 و1900، ركب عدد كبير من طواحين الرياح الصغيرة، ربما يصل إلى ستة ملايين، في المزارع لتشغيل مضخات السقاية. اكتسبت شركات كستار وإكليبس وفيربانكس-مورس وإيروموتور الشهرة كشركات موردة في شمال أمريكا وجنوبها.